# Aire d'attraction de Belz
L'aire d'attraction de Belz est un zonage d'étude défini par l'Insee pour caractériser l’influence de la commune de Belz sur les communes environnantes.

## Définition
L'aire d'attraction d'une ville est composée d’un pôle, défini à partir de critères de population et d’emploi ainsi que d’une couronne constituée des communes dont au moins 15 % des actifs travaillent dans le pôle. Le pôle d’attraction constitue ainsi un point de convergence des déplacements domicile-travail,.

## Type et composition
L’aire d'attraction de Belz est une aire intra-départementale qui comporte 2 communes dans le Morbihan. 
Elle est catégorisée dans les aires de moins de 50 000 habitants.
Dans la région, la population est relativement peu concentrée dans les pôles. Ainsi, moins d’un tiers de la population y vit contre plus de la moitié au niveau national. Ce n’est pas le cas pour l’aire d'attraction de Belz qui présente une population de 5 682 habitants localisés dans la région et dont le périmètre se confond avec le pôle.
En Bretagne, la population augmente de 0,6 % par an en moyenne entre 2007 et 2017 (+ 0,5 % en France). Pour l’aire de Belz, elle est plus faible puisqu'elle s'établit à 0,4 %. Le nombre d’emplois présents dans l’aire d’attraction est de 1 627.

### Carte

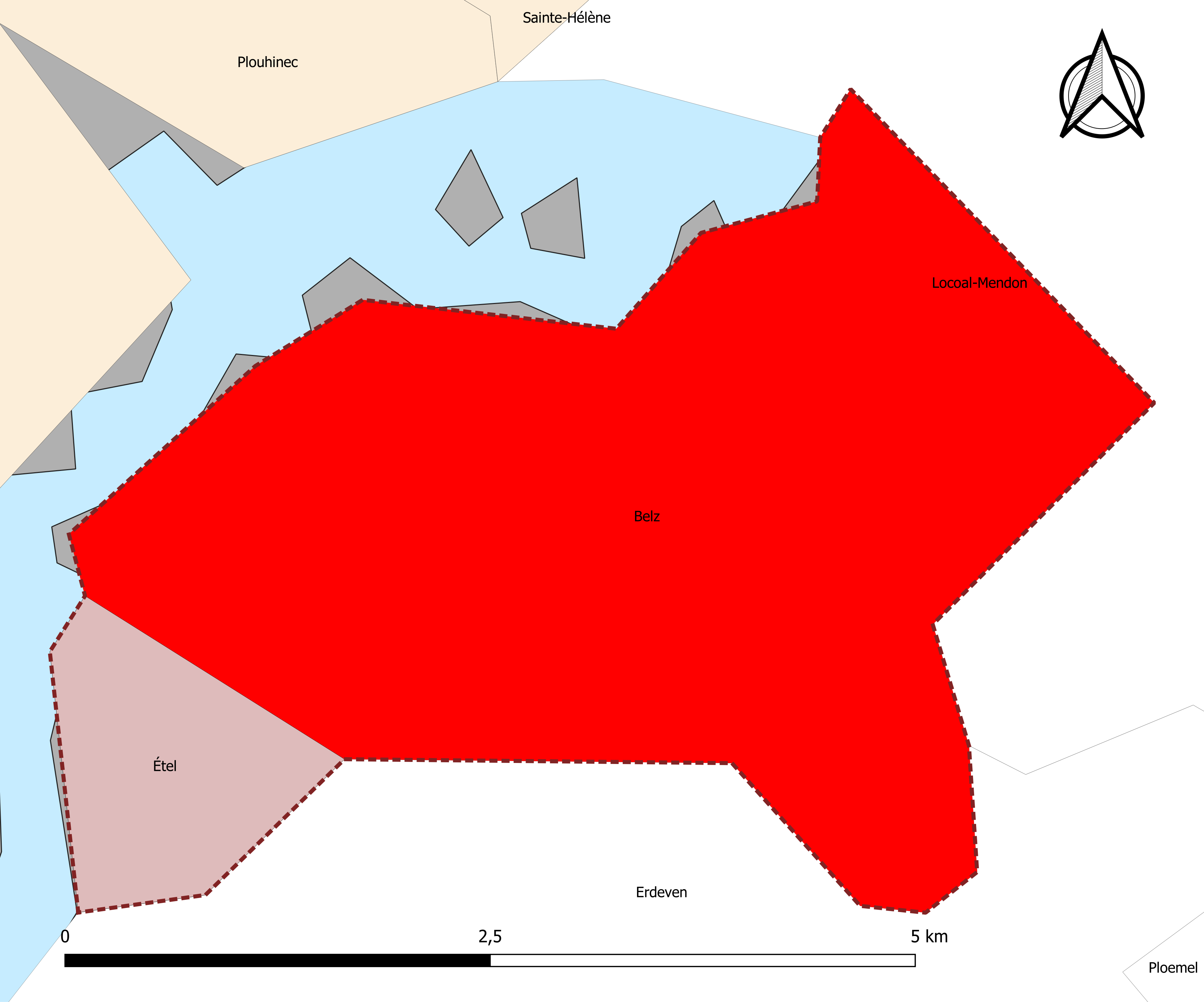
Carte de l'aire d'attraction de Belz.
Commune-centre
Commune du pôle principal

### Composition communale
| Nom                   | Code Insee | Département | Statut                    | Superficie (km2) | Population (dernière pop. légale) | Densité (hab./km2) | Modifier                                    |
| --------------------- | ---------- | ----------- | ------------------------- | ---------------- | --------------------------------- | ------------------ | ------------------------------------------- |
| Belz (commune-centre) | 56013      | Morbihan    | commune-centre            | 15,67            | 3 869 (2022)                      | 247                | modifier les données · modifier les données |
| Étel                  | 56055      | Morbihan    | commune du pôle principal | 1,74             | 2 058 (2022)                      | 1 183              | modifier les données · modifier les données |